# Mesamia vermiculata
Mesamia vermiculata är en insektsart som beskrevs av Beamer 1942. Mesamia vermiculata ingår i släktet Mesamia och familjen dvärgstritar. Inga underarter finns listade i Catalogue of Life.